# Veporikum

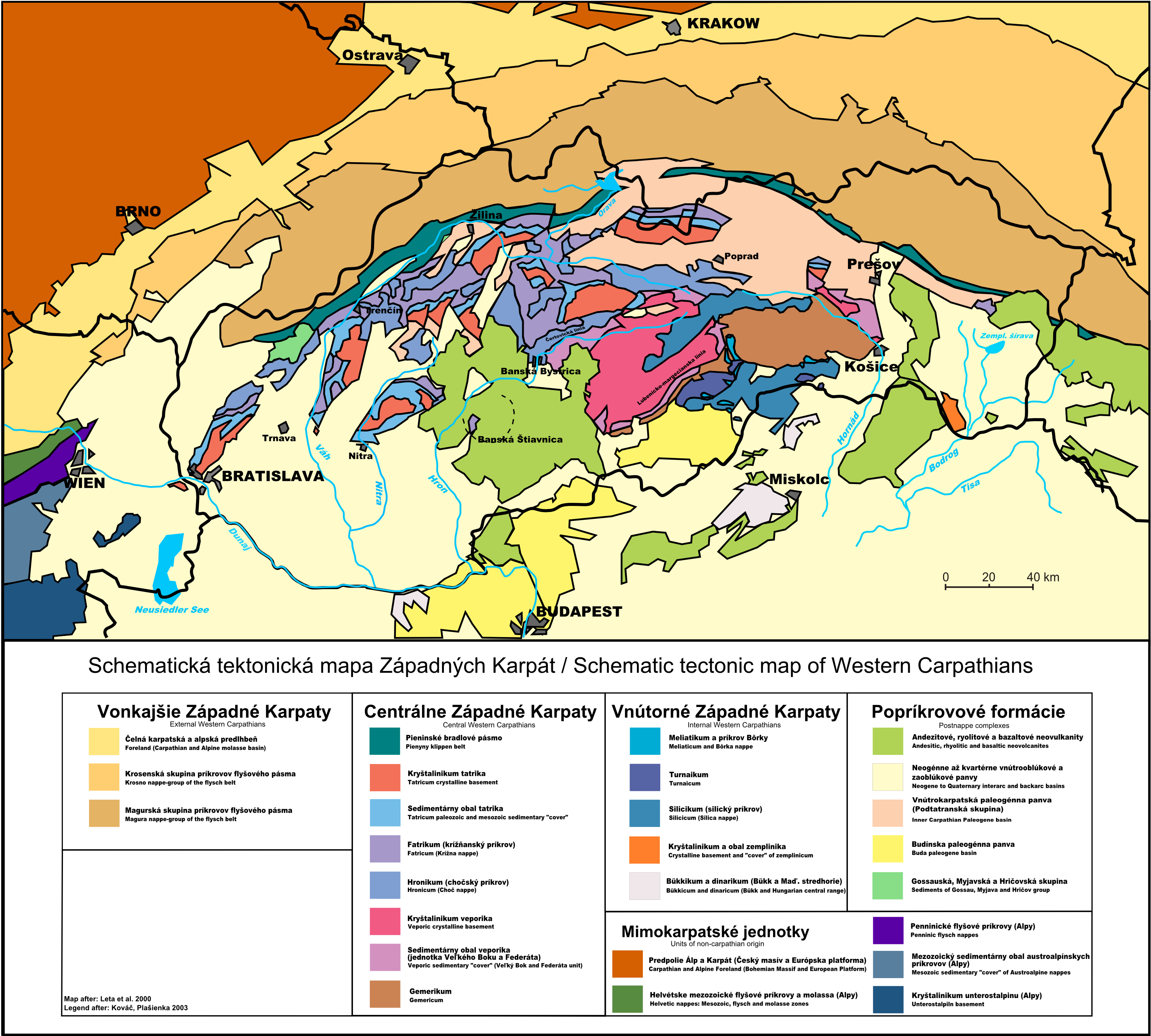
Tektonická mapa Slovenska

Veporikum je střední tektonická superjednotka Centrálních Západních Karpat, na severu je částečně nasunuto na jižní část tatrika, na jihu je podobným způsobem veporikum překryto severní částí gemerika. 
Veporikum tvoří převážně paleozoické krystalické břidlice a granitoidy, méně usazené a přeměněné horniny mladšího paleozoika a mezozoika. Jeho geologické členění není plně dořešeno a je zatím předmětem odborných diskusí.
Na povrchu jednotku buduje pás na západě ohraničený středoslovenskými neovulkanity, na východě zasahuje do západní části Slovenského rudohoří (od masivu Kohútu). Významnou část veporika tvoří východní („kráľovohoľská“) část Nízkých Tater na východ od sedla Čertovica, jižní část pohoří Branisko a Čierna hora. Ze severu je veporikum ohraničeno čertovickou, na jihu lubenícko-margecanskou linií. Předpokládá se, že pokračováním veporika by mohly být i předneogénní horninové komplexy vystupující v Zemplínských vrších (tzv. zemplinikum), které se značně odlišují od ostatních geologických jednoteek Západních Karpat.
Jednotku původně označil Vladimír Zoubek jako granidy (podle staršího názvu řeky Hron). Později zavedl Dimitrij Andrusov název veporidy, který je odvozen od zkoumaných typových oblastí ve Veporských vrších. Termín veporikum byl poprvé použit v roce 1973 v Andrusovově, Bystrického a Fusánově práci Outline of the structure of the West Carpathians.

## Geologická stavba
| Členěnie podle Zoubka (1957) |
| ---------------------------- |
| Ľubietovská zóna             |
| Krakľovská zóna              |
| Kráľovohoľská zóna           |
| Kohútska zóna                |

| Členění podle Albína Klince (1966) |
| ---------------------------------- |
| Kráľovohoľský príkrov              |
| Hronský komplex                    |

Většinu dnešního veporika tvoří předalpinské podloží, které je velmi podobné tatriku. Za nejstarší horniny veporika jsou považovány krystalické břidlice (ortoruly, pararuly, migmatity) též ryolity, dacity a popřípadě jejich vulkanoklastika, která byly postižena různými stupni metamorfózy a zejména alpinské diaftorézy. Pro veporikum je specifické zachování některých rysů původní hercynské stavby.
Granitoidy veporika jsou od tatrických odlišné. Nachází se zde vícero typů specifických variet granitů, soustředěných v takzvaném veporském plutonu. Velká část z nich je karbonského stáří, jiné jsou spojeny se svrchněkřídovou alpinskou kolizí:
- granitoid veporského a sihlianského typu
- granity typu Hrončok, Čierťaž a Rochovce

Usazené horniny tvořící obal krystalinika, se oproti ostatním geologickým celkům Západních Karpat vyznačují výraznější alpinskou metamorfózou. Jsou rozčlěněny do dvou hlavních jednotek:
- Veľkobocká jednotka přítomná je v kráľovoholské části Nízkých Tater, navazuje na fatrikum, tvořila jižní okraj zliechovského trogu.
- Foederátská jednotka (též struženícká, či federátská ne föderátská) je zachována jen v jižní části veporika (kohútské a kráľovohoľské pásmo). Nacházejí se v ní svrchněpaleozoické klastické horniny a nad nimi klasický sled triasových křemenců a verfénských břidlic a pokračující karbonátovou sedimentací.

Na veporiku leží i trosky chočského příkrovu a kry muránského příkrovu (který patří do silicika).
Podle názorů některých geologů by měly patřit k skluzem sesunutým částem tzv. severního veporika některé tektonické jednotky tatrika (např. belická jednotka Považského Inovce), bradlového pásma (manínská jednotka) nebo podvihorlatská iňačovsko-kričevská jednotka.

## Vývoj
Mezozoický vývoj veporika, který následoval po násunu jednotek pocházejících z Meliatické oblasti na sever, měl ve svrchní křídě za následek jeho pochování během tzv. tuhárské fáze pod horniny gemerika a na něm nasunuté jednotky. Toto pochování mělo za následek rozsáhlou metamorfózu (amfibolitová facie). Část veporika byla v tomto období ponořena do hlubších částí kůry. V následné kohútské fázi došlo k odstřešení a zpětnému vynoření, keoré iniciovalo přesun fatrika a zřejmě i hronika (v případě, že má hronikum skutečně vnitrněveporický původ). Následná extenze podél mírně ukloněných zlomů způsobila zpětný pohyb bloků nadložního gemerika podél lubenícko-margecanského násunu. K tomuto období stádia tzv. metamorfního kůrového komplexu (81–76 miliónů let) se váže i výstup rochovského granitu (I a S-typu) Vynoření bylo natolik extrémní, že v průběhu poměrně krátkého období byl erozí odstraněn celý Veporský stratovulkán, který byl ještě v badenu a sarmatu porovnatelný se Štiavnickým stratovulkánem.